# ウサクマイ遺跡群
ウサクマイ遺跡群（ウサクマイいせきぐん）は、北海道千歳市蘭越にある遺跡群。1979年（昭和54年）に、国の史跡に指定された。

## 概要
史跡は名水百選にも選定されている内別川流域に位置する、およそ146ヘクタールの地域（「ウサクマイC遺跡」と20か所の遺跡）。擦文時代の集落跡とみられる窪み75か所が点在するほか、縄文時代末期に作られたとされる男性土偶、8世紀ごろオホーツク海沿岸地域で栄えたオホーツク文化式の土器、擦文土器、さらに本州より渡来した皇朝十二銭の一つでもある貨幣「富壽神寳」などが出土している。
近隣は千歳市環境保全地区。河川が近く、北海道区水産研究所千歳さけます事業場（孵化場）が設置されている。他に内別川流域に名水ふれあい公園が位置。
地名の「ウサクマイ」は、アイヌ語の「オ・サク・オマ・イ」（川下に物干し場がある）に由来する。この場合の「物干し場」とは乾し魚を作るための施設であり、水産資源に恵まれ、集落を営みやすかったことが窺える。

## データ
- 史跡面積 - 1464.063m2
- 史跡指定日 - 1979年（昭和54年）5月23日
- 指定 - 文部省告示第99号
- 管理 - 千歳市役所教育委員会埋蔵文化財センター